# Mae Marsh
Mae Marsh (ur. 9 listopada 1894, zm. 13 lutego 1968) – amerykańska aktorka filmowa.

## Filmografia
- 1910: Serious Sixteen
- 1912: Kapelusz z Nowego Jorku jako Lillywhite
- 1913: The Battle at Elderbush Gulch
- 1914: Judyta z Betulii jako Naomi
- 1916: Nietolerancja
- 1921: Nobody's Kid jako Mary Cary
- 1933: Alicja w Krainie Czarów jako Owca
- 1943: Dziwne losy Jane Eyre jako Leah
- 1960: Sierżant Rutledge jako Nellie
- 1964: Jesień Czejenów jako Kobieta

## Wyróżnienia
Posiada swoją gwiazdę na Hollywoodzkiej Alei Gwiazd.